# Дом-музей Гёте (Рим)
Дом-музей Гёте в Риме (итал. La Casa di Goethe а Roma) — музей в Риме, посвящённый немецкому поэту Иоганну Вольфгангу фон Гёте, жизнь которого была тесно связана с Италией и Римом. Музей расположен на втором этаже дома № 18 по улице Виа дель Корсо, где Гёте жил со своим другом, немецким художником Иоганном Генрихом Вильгельмом Тишбейном во время своего путешествия по Италии с 1786 по 1787 год. Гёте и Тишбейн вместе путешествовали в Неаполь, а Гёте отправился на Сицилию, и снова жил в Риме с июня 1787 года по апрель 1788 года. Во время своего путешествия по Италии Гёте писал дневник, а также множество писем, которые были опубликованы в 1816—1817 годах под названием «Путешествие по Италии».

## История и состав музея
Тишбейн делил дом с другими немецкими и швейцарскими художниками: Фридрихом Бери, Иоганном Генрихом Мейером, Иоганном Генрихом Липсом и Иоганном Георгом Шютцем. В этом доме друзей навещали другие немецкие художник, которые жили в Риме: Ангелика Кауфман, её муж Антонио Дзукки и Иоганн Фридрих Раффенштайн, а также писатель Карл Филипп Мориц.
Когда Тишбейн окончательно переехал в Неаполь летом 1787 года, Гёте занял его просторную живописную мастерскую. Он продолжал изучать античное и ренессансное искусство Рима и пробовал свои силы в черчении, живописи и скульптуре. Он также продолжал работать над своей пьесой «Ифигения в Тавриде» (которую он закончил в этом доме), кроме того, возобновил работу над «Торквато Тассо», «Эгмонтом» и «Фаустом».
Постоянная экспозиция охватывает жизнь Гёте в Италии, его работу и сочинения, а также демонстрирует оригинальные документы, касающиеся его личной жизни. Другая часть экспозиции, которая является переменной, ссылается на аргументы и темы, раскрывающие связи итальянской и немецкой культур или рассказывают о таких художниках, как Макс Бекман, Генрих Манн и Томас Манн, Андреу Альфаро, Гюнтер Грасс и Иоганн Готфрид Шадов, и об их опыте творчества в Италии. Музей владеет библиотекой, которая также включает коллекцию Ричарда В. Дорна.

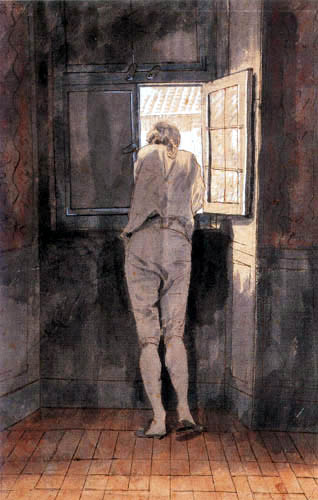
И. Г. В. Тишбейн. Гёте у окна своей квартиры в Риме. 1787. Бумага, тушь, перо, акварель, пастель. Дом-музей Гёте, Франкфурт-на-Майне
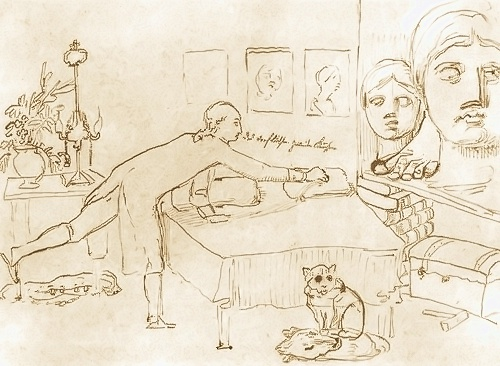
И. Г. В. Тишбейн. «Ножка стола. Проклятая вторая подушка. Карикатура
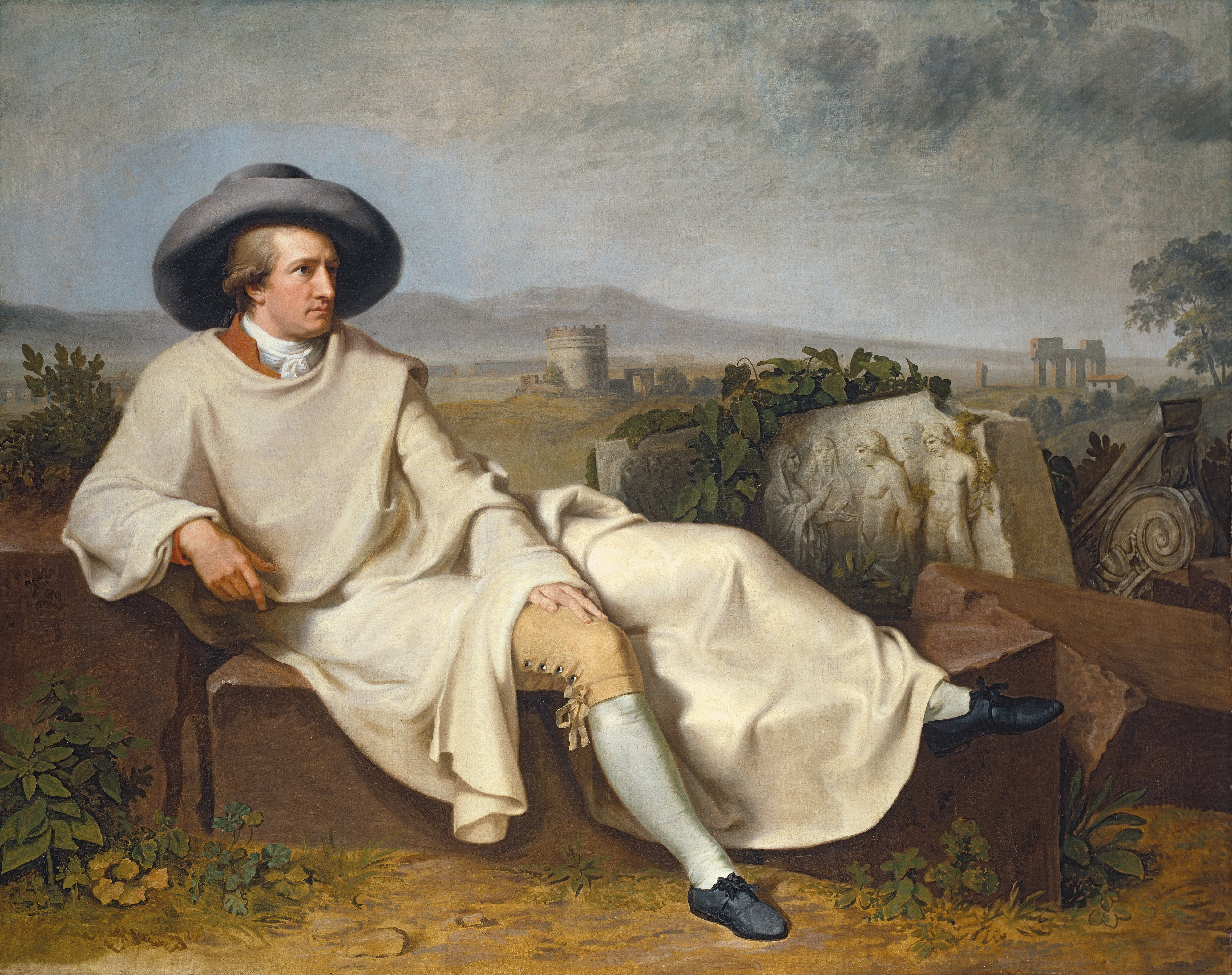
И. Г. В. Тишбейн. Гёте в Римской Кампанье. 1787. Холст, масло. Штеделевский художественный институт, Франкфурт-на-Майне
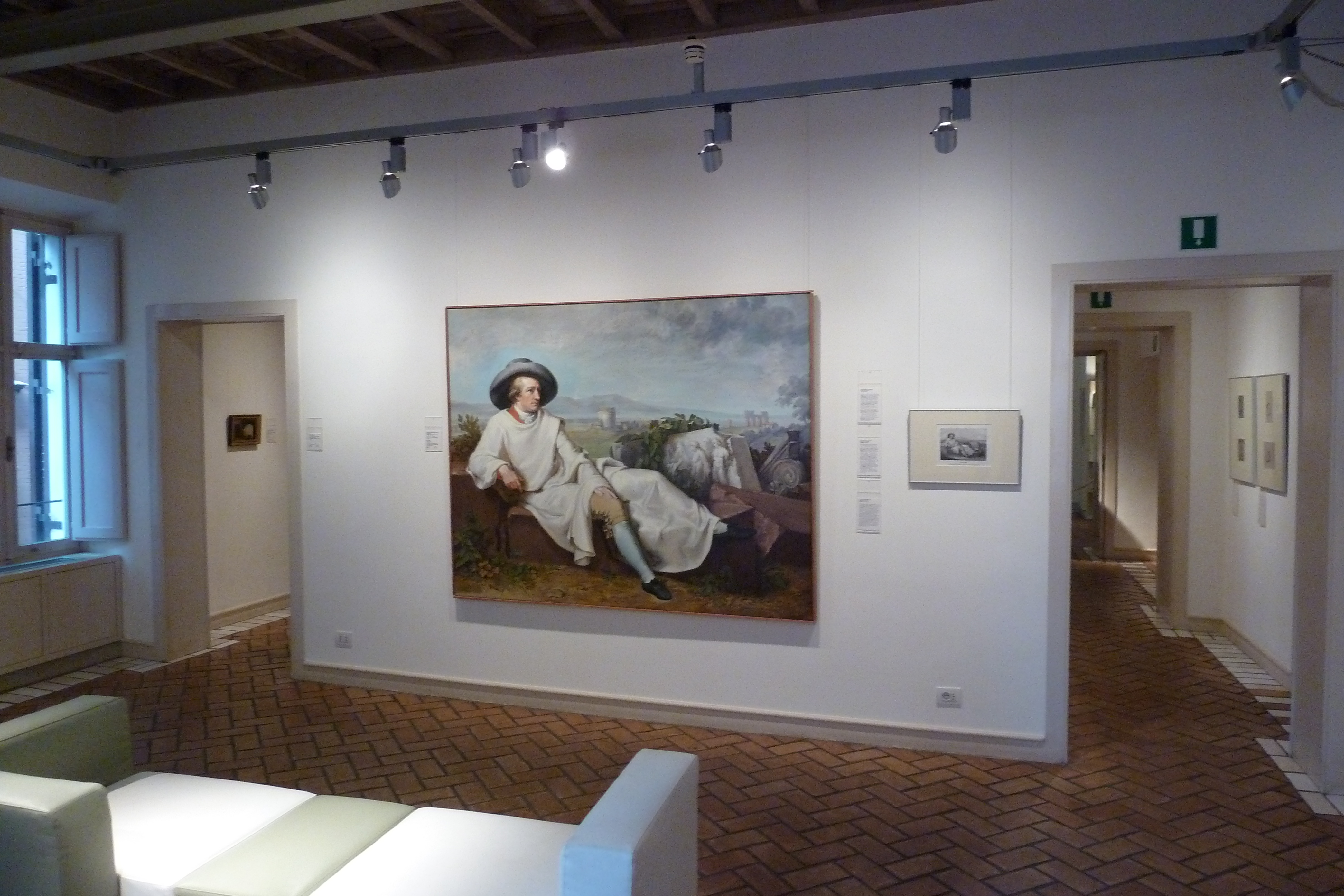
Одна из комнат музея с копией картины Тишбейна